# Alfredo Moser
Alfredo Moser (Itajaí, 1951/1952) é um mecânico e inventor brasileiro.
Ficou conhecido mundialmente após ter criado a "lâmpada de Moser", que consiste na utilização de uma garrafa PET para a iluminação de ambientes através da refração da luz solar.

## Biografia
Nascido em Itajaí, concluiu apenas o ensino fundamental, trabalhando desde jovem para ajudar os pais a manter seus 11 irmãos na escola.
Mudou-se para Brasília na década de 1970, onde trabalhou em uma empresa de telefonia. Nesse período, teve seu primeiro contato com a refração da luz solar, quando seu chefe mencionou sobre a utilidade da mesma em situações extremas, como resgates. Mais tarde, começou a fazer experimentos usando o reflexo da luz solar, utilizando garrafas plásticas ao invés de garrafas de vidro.

Em 1980, mudou-se para Uberaba e abriu uma oficina mecânica. Em entrevistas, mencionou o médium Chico Xavier: 
“Ele pôs a mão na minha cabeça e falou: ‘Moser, você vai ter uma luz na sua vida, só que esta luz não será só sua’”.
A descoberta de Moser ocorreu durante a crise do apagão, quando fixou uma garrafa plástica com Cloro no telhado de um cômodo escuro em sua residência e notou que a refração causada pela luz solar iluminava o ambiente antes escuro.

## A Lâmpada de Moser
Seu funcionamento se dá através da refração da luz solar; aproveitando a luz natural externa para iluminar o ambiente interno. Sua intensidade varia entre 40 e 60 watts e não emite CO2. De acordo com Moser, é necessário adicionar duas tampas de Cloro em uma garrafa PET limpa e cheia de água. Esta garrafa é fixada no teto do ambiente usando cola de epóxi, com a tampa virada para cima e envolta em fita isolante. A adição de Cloro previne a formação de fungos que tornam a água verde, enquanto a cola de resina impede a passagem de água durante a chuva.

## Legado
Além de usar a lâmpada em sua residência, Moser também já a instalou em residências de vizinhos e em estabelecimentos comerciais em Uberaba. Moradores de outras áreas carentes da cidade também adotaram essa lâmpada como alternativa, alguns relatando uma economia de aproximadamente 30% na conta de energia.
Ao longo do tempo, a lâmpada atraiu o interesse de ONGs internacionais. O empresário e filantropo Illac Angelo Diaz inspirou-se na ideia de Moser e adotou a mesma nas Filipinas através da MyShelter Foundation. Em junho de 2011, a fundação começou a distribuir as lâmpadas nas Filipinas através do treinamento de pessoas carentes que como renda extra passaram a fabricar e instalar as garrafas em suas próprias localidades nas Filipinas. De acordo com Diaz, a luz proveniente de garrafas ainda contribui para o crescimento das hortas de agricultores com recursos limitados.

Sobre o brasileiro, Diaz enfatiza:
"Alfredo Moser mudou a vida de um enorme número de pessoas, acredito que para sempre. Ganhando ou não o prêmio Nobel, nós queremos que ele saiba que um grande número de pessoas admiram o que ele está fazendo. Ele mudou a vida de um enorme número de pessoas, acredito que para sempre".
Em 2013, Diaz expandiu sua iniciativa para outros países com o lançamento do projeto Liter of Light, que em 2014, beneficiava mais de um milhão de residências com versões das lâmpadas de Moser. Até 2023, cerca de 32 países já estavam envolvidos com o projeto, atuando nas Américas, África, e Ásia.
No Brasil, a organização conta com 150 voluntários distribuídos pelo país e já implementou diversos projetos, principalmente nos estados de São Paulo, Santa Catarina, Amazonas, Paraíba, Rio de Janeiro, e no Distrito Federal. O projeto envolve a comunidade desde o planejamento até a instalação dos postes, promovendo oficinas onde os moradores aprendem a montar as lâmpadas engarrafadas. Comunidades quilombolas e ribeirinhas remotas estão entre as mais beneficiadas.